# Joanna Dittmann
Joanna Dittmann  (ur. 9 lutego 1992 r.) – polska wioślarka, srebrna medalistka mistrzostw świata, wicemistrzyni Europy.

## Kariera
Wioślarstwo zaczęła uprawiać w 2005 roku, kiedy w jej szkole został przeprowadzony nabór do klasy wioślarskiej
W 2014 roku zdobyła brązowy medal mistrzostw Europy w czwórce podwójnej (w osadzie z Agnieszką Kobus, Moniką Ciaciuch i Marią Springwald). Tego samego roku została młodzieżową wicemistrzynią świata podczas zawodów w Varese w czwórce podwójnej z Arianą Borkowską, Martą Wieliczko i Moniką Ciaciuch.
W 2017 roku wywalczyła w czwórce bez sternika wicemistrzostwo Europy (w osadzie z Moniką Ciaciuch, Anną Wierzbowską i Martą Wierzbowską) oraz wicemistrzostwo świata (w osadzie z Olgą Michałkiewicz, Moniką Ciaciuch i Marią Wierzbowską).
Następnego roku zdobyła brąz podczas mistrzostw Europy w czwórce bez sternika w tym samym składzie, co na poprzednich mistrzostwach świata. W 2019 roku powtórzyła ten sukces na mistrzostwach Europy.

## Puchar Świata
- 2. miejsce (Belgrad 2017)
- 3. miejsce (Poznań 2017)

## Wyniki
| Rok  | Zawody                      | Miejsce    | Konkurencja          | Czas             | Pozycja     |
| ---- | --------------------------- | ---------- | -------------------- | ---------------- | ----------- |
| 2010 | Mistrzostwa świata juniorów | Račice     | Czwórka podwójna     | Finał B: 6:57,35 | 11. miejsce |
| 2011 | Mistrzostwa świata U23      | Amsterdam  | Czwórka podwójna     | Finał A: 6:39,69 | 6. miejsce  |
| 2013 | Mistrzostwa świata U23      | Linz       | Czwórka bez sternika | Finał A: 7:09,27 | 6. miejsce  |
| 2014 | Mistrzostwa Europy          | Belgrad    | Czwórka podwójna     | Finał A: 6:17,81 | 3. miejsce  |
| 2014 | Mistrzostwa świata U23      | Varese     | Czwórka podwójna     | Finał A: 6:26,52 | 2. miejsce  |
| 2014 | Mistrzostwa świata U23      | Varese     | Ósemka               | Finał A: 6:24,74 | 6. miejsce  |
| 2017 | Mistrzostwa Europy          | Račice     | Czwórka bez sternika | Finał A: 6:55,32 | 2. miejsce  |
| 2017 | Mistrzostwa świata          | Sarasota   | Czwórka bez sternika | Finał A: 6:34,25 | 2. miejsce  |
| 2018 | Mistrzostwa Europy          | Glasgow    | Czwórka bez sternika | Finał A: 6:42,58 | 3. miejsce  |
| 2018 | Mistrzostwa świata          | Płowdiw    | Czwórka bez sternika | Finał A: 6:32,05 | 5. miejsce  |
| 2019 | Mistrzostwa Europy          | Lucerna    | Czwórka bez sternika | Finał A: 6:32,37 | 3. miejsce  |
| 2019 | Mistrzostwa świata          | Ottensheim | Czwórka bez sternika | Finał A: 6:51,43 | 4. miejsce  |